# 내 여자친구는 구미호 (사운드트랙)
《내 여자친구는 구미호 OST》는 2010년 SBS에서 방영된 드라마 《내 여자친구는 구미호》의 사운드트랙이다. 이승기의 〈정신이 나갔었나봐〉를 비롯한 일부 곡들이 앨범 발매전 온라인을 통해 먼저 공개되었고, 2010년 9월 2일에 정식으로 OST 앨범이 발매되었다. 이선희, 김건모, 린 등의 가수들과 더불어 이승기, 신민아, 노민우 등 드라마 출연자들이 직접 보컬로 참여했다.
OST 수록곡 중 특히 〈정신이 나갔었나봐〉,〈여우비〉,〈지금부터 사랑해〉등이 인기를 얻었으며, 이승기는 〈정신이 나갔었나봐〉로 2010년 멜론 뮤직어워드에서 스페셜상 OST 부문을 수상했다.

### 곡 목록
| #   | 제목                                                 | 작사              | 작곡              | 가수   | 재생 시간 |
| --- | ---------------------------------------------------- | ----------------- | ----------------- | ------ | --------- |
| 1.  | 〈정신이 나갔었나봐〉 (대웅 Theme)                   | 용감한 형제       | 용감한 형제       | 이승기 | 3:30      |
| 2.  | 〈여우비〉 (Main Theme)                              | G고릴라           | G고릴라           | 이선희 | 4:14      |
| 3.  | 〈내가 사랑할 사람〉 (미호 Theme)                    | 송양하            | 송양하            | 이슬비 | 3:39      |
| 4.  | 〈울랄라〉                                           | 송양하 · G-HIGH   | 송양하 · G-HIGH   | 김건모 | 3:31      |
| 5.  | 〈둘이 하나 〉 (Love Theme (With 봉구 of 길구 봉구)) | 김도훈 · 이현승   | 김도훈 · 이현승   | 린     | 3:30      |
| 6.  | 〈샤랄라〉                                           | 정엽 · 에코브릿지 | 정엽 · 에코브릿지 | 신민아 | 3:33      |
| 7.  | 〈덫〉 (동주 Theme)                                  | 정은경            | 박세준            | 노민우 | 3:38      |
| 8.  | 〈나를 바라봐〉                                      | 이선희 · GRAPE    | GRAPE             | 박홍   | 3:38      |
| 9.  | 〈다 줄 수 있어〉                                    | 방준석            | 방준석            | 신민아 | 4:40      |
| 10. | 〈여우비〉 (Acoustic ver.)                           | G고릴라           | G고릴라           | 이선희 | 4:01      |

| #   | 제목                               | 작사   | 작곡   | 가수   | 재생 시간 |
| --- | ---------------------------------- | ------ | ------ | ------ | --------- |
| 11. | 〈내가 사랑할 사람1〉 (Piano ver.) | 송양하 | 송양하 | 이선희 | 4:08      |
| 12. | 〈지금부터 사랑해1〉               | 양파   | 김도훈 | 이승기 | 3:46      |

1 정규 OST 앨범 발매 이후 발표한 싱글로, 디지털 음원으로만 공개되었다.

### 싱글 발매
일부 곡들은 정식 OST 앨범 발매일인 2010년 9월 2일 전후에 디지털 싱글로 온라인에 공개되었다.
| #  | 곡                             | 발매일          | 싱글음반명                                           |
| -- | ------------------------------ | --------------- | ---------------------------------------------------- |
| 1. | 정신이 나갔었나봐 (대웅 Theme) | 2010년 8월 4일  | 정신이 나갔었나봐 - 내 여자친구는 구미호 OST         |
| 2  | 여우비                         | 2010년 8월 11일 | 내 여자친구는 구미호 OST Part.1                      |
| 2  | 여우비 (Acoustic ver.)         | 2010년 8월 11일 | 내 여자친구는 구미호 OST Part.1                      |
| 3  | 내가 사랑할 사람 (미호 Theme)  | 2010년 8월 18일 | 내 여자친구는 구미호 OST Part.2                      |
| 3  | 울랄라                         | 2010년 8월 18일 | 내 여자친구는 구미호 OST Part.2                      |
| 4  | 샤랄라                         | 2010년 8월 20일 | 내 여자친구는 구미호 OST Part.3                      |
| 4  | 다 줄 수 있어                  | 2010년 8월 20일 | 내 여자친구는 구미호 OST Part.3                      |
| 5  | 둘이 하나                      | 2010년 8월 25일 | 내 여자친구는 구미호 OST Part.4                      |
| 6  | 내가 사랑할 사람 (Piano Ver.)  | 2010년 9월 8일  | 내 여자친구는 구미호 OST Part.5                      |
| 7  | 지금부터 사랑해                | 2010년 9월 16일 | 지금부터 사랑해 - 내 여자친구는 구미호 마지막 이야기 |

## 기타 정보
- 〈정신이 나갔었나봐〉는 이승기가 드라마를 하면서 처음으로 직접 OST에 참여한 곡이며, 용감한 형제가 이승기의 내 여자친구는 구미호 캐스팅 소식을 듣고 작사, 작곡하여 이승기에게 선물한 곡이기도 하다.[1]
- 가수 이선희는 《내 여자친구는 구미호 OST》에 참여한 것에 대해, 이 드라마 주연을 맡은 이승기를 위해서였다고 인터뷰에서 밝혔다.[2]
- 앨범 타이틀 〈여우비〉와 〈정신이 나갔었나봐〉의 뮤직비디오는 드라마 《내 여자친구는 구미호》의 주요 장면들을 모은 편집영상으로 제작되었고, 드라마 종영 후에 공개된 〈지금부터 사랑해〉 뮤직비디오는 《내 여자친구는 구미호》의 메이킹 영상으로 채워졌다.

## 같이 보기
- SBS 《내 여자친구는 구미호》